# میدتاون، ویچیتا، کانزاس
میدتاون (به انگلیسی: Midtown) یک منطقهٔ مسکونی در ایالات متحده آمریکا است که در شهرستان سجویک، کانزاس واقع شده‌است. میدتاون ۱۱٬۱۴۷ نفر جمعیت دارد.